# Caratteristiche di albedo di Mercurio
Segue una lista delle albedo presenti sulla superficie di Mercurio. La nomenclatura di Mercurio è regolata dall'Unione Astronomica Internazionale; la lista contiene solo caratteristiche ufficialmente riconosciute da tale istituzione.
Le caratteristiche di albedo di Mercurio riprendono, con poche eccezioni, i nomi di alcune delle caratteristiche rappresentate nella mappa di Mercurio realizzata nei primi anni del XX secolo da Eugène Michel Antoniadi, che si era a sua volta ispirato a nomi della cultura classica greco-romana. Come fece Antoniadi, quelle di minor luminosità sono qualificate con il termine solitudo. A nessuna caratteristica è assegnata una dimensione precisa.
Anche laddove vi è piena corrispondenza tra il nome oggi in uso e quello storicamente ideato da Antoniadi, non vi è nessuna corrispondenza sulla localizzazione in quanto l'astronomo greco, ritenendo erroneamente che il pianeta fosse in rotazione sincrona, lavorò nella realizzazione della propria mappa sotto l'infondata convinzione che fosse sempre illuminato, e quindi visibile, lo stesso emisfero di Mercurio.
Alcuni dei nomi pensati da Antoniadi non sono stati ripresi dall'IAU:
- Argyritis - Argentite[1]
- Ixionix Vallis - Valle di Issione
- Solitudo Dionysi - Deserto di Dioniso
- Solitudo Ius - Deserto di Io
- Solitudo Lyrae - Deserto della Lira[2]
- Solitudo Panos - Deserto di Pan

## Prospetto
| Albedo                      | Eponimo | Latitudine | Longitudine |
| --------------------------- | --- | ---------- | ----------- |
| Apollonia                   | Apollonia - Terra di Apollo. Venne usata come eponimo per l'odierna Maglia Hokusai.                                                                                          | 45° N      | 45° E       |
| Aurora                      | Aurora - La dea Aurora. Venne usata come eponimo per l'odierna Maglia Victoria.                                                                                              | 45° N      | 270° E      |
| Australia                   | Nome non usato da Antoniadi - Terra di Austro, il vento del sud. Venne usata come eponimo per l'odierna Maglia Bach.                                                         | 72,5° S    | 0° E        |
| Borea                       | Nome non usato da Antoniadi - Borea, il vento del nord. Venne usata come eponimo per l'odierna Maglia Borealis.                                                              | 75° N      | 0° E        |
| Caduceata                   | Caduceata - Relativa al caduceo, il bastone di Apollo. Venne usata come eponimo per l'odierna Maglia Shakespeare.                                                            | 45° N      | 225° E      |
| Cyllene                     | Cyllene - Il Monte Cillene, luogo natio di Mercurio. Venne usata come eponimo per l'odierna Maglia Debussy.                                                                  | 41° S      | 90° E       |
| Gallia                      | Nome non usato da Antoniadi - Gallia. | 40° N      | 240° E      |
| Heliocaminus                | Heliocaminus - Eliocamino. | 40° N      | 190° E      |
| Hesperis                    | Hesperis - Le Esperidi. | 45° S      | 5° E        |
| Liguria                     | Liguria - Liguria. Venne usata come eponimo per l'odierna Maglia Raditladi.                                                                                                  | 45° N      | 135° E      |
| Pentas                      | Pentas | 5° N       | 50° E       |
| Phaethontias                | Phaethontias - Terra di Fetonte. Venne usata come eponimo per l'odierna Maglia Tolstoj.                                                                                      | 0° N       | 193° E      |
| Pieria                      | Pieria - Pieria. Venne usata come eponimo per l'odierna Maglia Derain. | 0° N       | 90° E       |
| Pleias                      | Pleias - Le Pleiadi. | 15° N      | 220° E      |
| Solitudo Admetei            | Admeti Vallis - Valle di Admeto. | 55° N      | 270° E      |
| Solitudo Alarum             | Solitudo Alarum - Deserto delle ali, con riferimento ai calzari alati di Mercurio.                                                                                           | 15° S      | 70° E       |
| Solitudo Aphrodites         | Solitudo Aphrodites - La dea Afrodite. | 25° N      | 70° E       |
| Solitudo Argiphontae        | Solitudo Argiphontae - Argifonte. | 10° S      | 25° E       |
| Solitudo Atlantis           | Solitudo Atlantis - Il dio Atlante. | 35° S      | 150° E      |
| Solitudo Criophori          | Solitudo Criophori - L'Ermes crioforo (portatore di un ariete), tipico soggetto della scultura classica. Venne usata come eponimo per l'odierna Maglia Eminescu.             | 0° N       | 130° E      |
| Solitudo Helii              | Helii Promontorium - Il promontorio di Elio. | 10° S      | 180° E      |
| Solitudo Hermae Trismegisti | Solitudo Hermae Trismegisti - Ermete Trismegisto. Venne usata come eponimo per l'odierna Maglia Discovery.                                                                   | 45° S      | 315° E      |
| Solitudo Horarum            | Horarum Vallis - Valle delle Ore. | 25° N      | 245° E      |
| Solitudo Iovis              | Solitudo Iovis - Giove. | 0° N       | 0° E        |
| Solitudo Lycaonis           | Solitudo Lycaonis - Licaone, mitico edificatore del tempio di Ermes sul monte Cillene. Venne usata come eponimo per l'odierna Maglia Beethoven.                              | 0° N       | 253° E      |
| Solitudo Maiae              | Solitudo Maiae - La pleiade Maia, madre di Mercurio. | 15° S      | 205° E      |
| Solitudo Martis             | Solitudo Martis - Marte. | 35° S      | 260° E      |
| Solitudo Neptuni            | Neptuni Vallis - Valle di Nettuno. | 30° N      | 210° E      |
| Solitudo Persephones        | Solitudo Persephones - Persefone. Venne usata come eponimo per l'odierna Maglia Neruda.                                                                                      | 41° S      | 135° E      |
| Solitudo Phoenicis          | Solitudo Phoenicis - La Fenice. | 25° N      | 135° E      |
| Solitudo Promethei          | Solitudo Promethei - Prometeo. Venne usata come eponimo per l'odierna Maglia Michelangelo.                                                                                   | 45° S      | 217,5° E    |
| Tricrena                    | Nome non usato da Antoniadi - Tricrena, il luogo dove il mito vuole che le Pleiadi abbiano lavato il neonato Mercurio. Venne usata come eponimo per l'odierna Maglia Kuiper. | 0° N       | 324° E      |

## Vista d'insieme
- - Nomenclatura in vigore